# Вітторіо Гаратті
Вітторіо Гаратті (італ. Vittorio Garatti; 6 квітня 1927, Мілан — 12 січня 2023, там же) — італійський архітектор. Лавреат премії Вітторіо де Сіка (2012).
У молоді роки виступив одним з критиків повоєнного раціоналізму в архітектурі. Багато працював у Латинській Америці, став знаний своїми амбітними проєктами будівництва на Кубі. Повернувшись до Італії, своїми новими роботами зумів досягти визнання і на батьківщині.

## Біографія
Народився в Мілані 6 квітня 1927 року.
Архітектурну освіту здобув, закінчивши у 1957 році Міланську політехніку, навчався в Ернесто Натана Роджера, який на нього сильно вплинув. Гвідо Канелла та Гає Ауленті були його однокурсниками. Того ж року Гаратті поїхав до Венесуели, де знайшов роботу у проєкті «Банко Обреро» під керівництвом архітектора Карлоса Рауля Вільянуева та почав викладати в Університеті Каракаса.
Гаратті, як і його колега по роботі та партнер за проєктом «Банко Обреро» Роберто Готтарді, був молодим учасником повоєнних дебатів в Італії проти раціоналізму, критиків яких очолювали такі постаті, як-от Ернесто Натан Роджерс, Карло Скарпа, Маріо Рідольфі, Джузеппе Самона та Бруно Зеві.

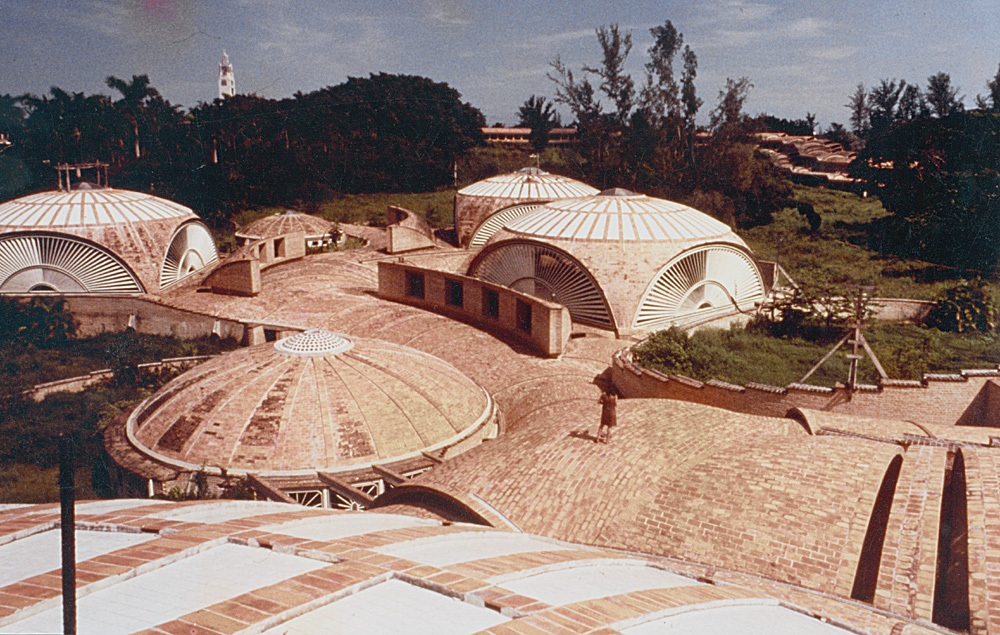
Вітторіо Гаратті. Школа балету (1961—1965)

Після перемоги кубинської революції, кубинський архітектор (і учасник проєкту «Банко Обреро») Рікардо Порро запросив Гаратті та Роберто Готарді приєднатися до нього в Гавані на початку 1961 року. Вони почали працювати над амбітним проєктом Нової національної художньої школи на замовлення Фіделя Кастро та Че Гевари в контексті нової політики у сфері освіти, прийнятої відразу після революції. Архітектурний комплекс мали збудувати в найексклюзивнішому кубинському районі — Country Club. Автори ідеї намагалися створити культурний центр надзвичайних розмірів, відкритий для країн, що розвиваються, трьох континентів, всього у 90 милях від символу американського імперіалізму.
Підготовлений Гаратті проєкт школи музики та школи балету поєднував цеглу, кераміку та каталонську склепінчасту структуру, яка відображала оптимізм й експресію того часу. Художні школи хотіли створити нову архітектуру так само як революція прагнула створити нове суспільство.
Вітторіо Гаратті писав: «Ми подбали про те, щоб якнайменше торкнутися поля для гольфу. Ми розмістили кілька шкіл на околицях парку, ближче до буржуазної забудови, яка розташовувалась кільцем навколо поля для гольфу та яку призначали для проживання студентів. У центрі парку знаходилася будівля клубу, з великим рестораном, який призначали для загального користування (їдальня, місце зустрічей і т. д.), і басейном».
Будівництво комплексу було перервано після Карибської кризи, коли військово-морська блокада, нав'язана Сполученими Штатами Америки, призвела до вимушеної переоцінки економічних і культурних пріоритетів. Ідею школи мистецтв піддали ідеологічному засудженню через політичне та культурне мислення, яке змінилося — тепер утопічна архітектура вважалася політично невірною порівняно з радянським стилем, який набував домінування на острові. 1965 року весь комплекс закинули і він поступово зруйнувався, частину матеріалів забрали для повторного використання на інших будівлях.
У 1966—1967 роках разом з Серджо Бароні й Уго д'Акоста Гаратті спроєктував кубинський павільйон для Всесвітньої виставки в Монреалі. У 1968—1970 роках з Максом Вакеро, Еусебіо Аскюе та Жан-П'єром Гарньє контролював план розвитку столиці.
Внаслідок зміни культурної та ідеологічної ситуації в країні до Вітторіо Гаратті стали ставитися з підозрою, і у червні 1974 року його заарештували на двадцять днів за звинуваченням у шпигунстві. Того ж року його видворили з країни.
Гаратті повернувся до Італії, де продовжив працювати архітектором.
Про незавершений проєкт школи музики почали згадувати у 1999 році після публікації книги «Революція форм — забуті художні школи Куби» Джона Луміса, архітектора та професора Сіті-Коледжу. 28 лютого 2003 року об'єкт включили до попереднього списку об'єктів всесвітньої спадщини ЮНЕСКО у категорії культурної спадщини. Ці події відродили інтерес до покинутого архітектурного комплексу. 2011 року вийшов документальний фільм «Незакінчені простори» (англ. Unfinished Spaces), продюсерами та режисерами якого виступили Аліса Наміас та Бенджамін Мюррей. Вітторіо Гаратті відвідав фестивальні прем'єри стрічки у Лос-Анджелесі та Гавані. Фільм отримав премію «Незалежний дух», премію Товариства істориків архітектури в галузі кіно та відео. Стрічка вийшла на різних носіях.
Було ініційовано заходи щодо збору коштів на відновлення (збереження) проєкту. У листопаді 2012 року міжнародна преса оголосила про проєкт реставрації та повторного використання комплексу Національної школи мистецтв, висунутий суперзіркою кубинського балету Карлосом Акостою. За даними BBC, Акоста планував створити нову модель балетної школи, яка була б фінансово самоокупною і функціонувала б як некомерційна благодійна організація. Проте, згідно з BBC, проєкт зупинили через протидію Вітторіо Гаратті, який протестував проти його усунення від участі у проєкті. Він написав лідерам Куби, стверджуючи, що Акоста хоче «привласнити» та «приватизувати» його будівлю.
У листопаді 2012 року президент Італійської Республіки Джорджо Наполітано нагородив Гаратті й архітекторів Рікардо Порро та Роберто Готтарді премією Вітторіо де Сіка у категорії «Архітектура».